# Sembadel

Sembadel este o comună în departamentul Haute-Loire, Franța. În 2009 avea o populație de 252 de locuitori.